# Ducat de Tetuán

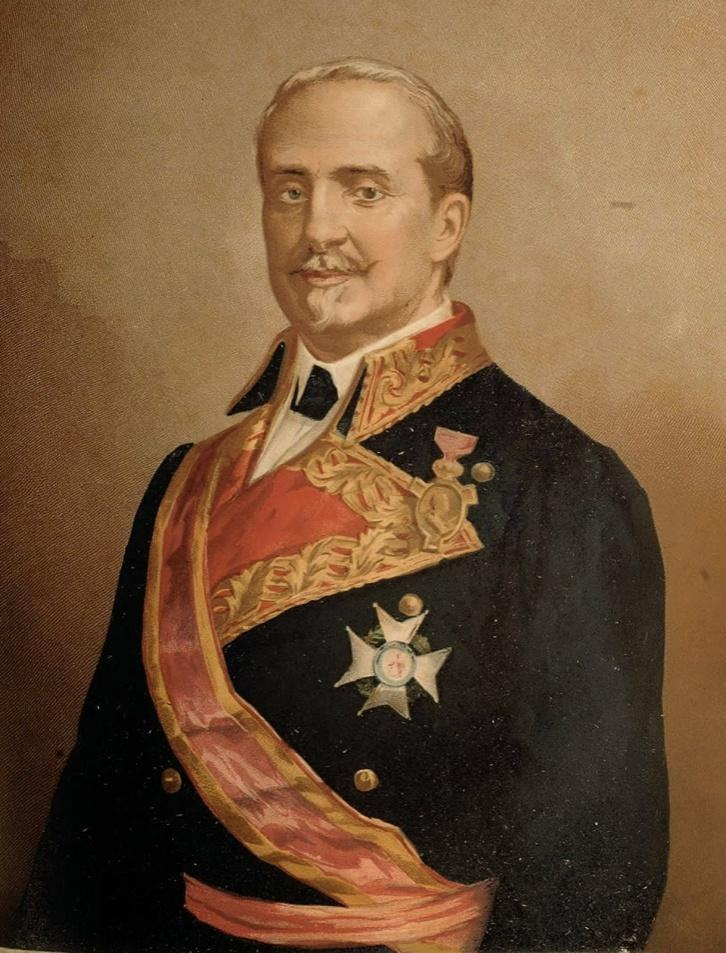
Leopoldo O'Donnell y Jorrís, I duc de Tetuán, I comte de Lucena.

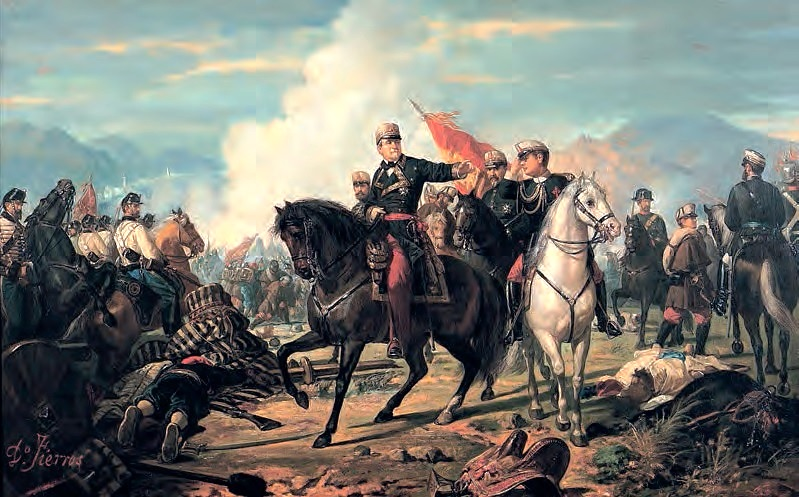
"Batalla de Tetuan", obra de Dionisio Fierros Álvarez.

El Ducat de Tetuán és un títol nobiliari espanyol creat el 27 d'abril de 1860 per la reina Isabel II a favor de Leopoldo O'Donnell i Jorís, I comte de Lucena.
La seva denominació fa referència a la batalla de Tetuan, que va tenir lloc durant la guerra hispano-marroquina, (1859-1860), on el Capità General Leopoldo O'Donnell y Jorís, va conquistar per a Espanya la plaça de Tetuan, posant així fi a les hostilitats que venien exercint les tropes marroquines sobre les ciutats de Ceuta i Melilla.

## Ducs de Tetuán
|                       | Titular                            | Període               |
| Creació per Isabel II | Creació per Isabel II              | Creació per Isabel II |
| --------------------- | ---------------------------------- | --------------------- |
| I                     | Leopoldo O'Donnell y Jorís         | 1860-1867             |
| II                    | Carlos Manuel O'Donnell            | 1868-1903             |
| III                   | Juan O'Donnell y Vargas            | 1903-1928             |
| IV                    | Juan O'Donnell y Díaz de Mendoza   | 1928-1932             |
| V                     | Blanca O'Donnell y Díaz de Mendoza | 1935-1952             |
| VI                    | Leopoldo O'Donnell y Lara          | 1953-2004             |
| VII                   | Hugo O'Donnell y Duque de Estrada  | 2005-actual titular   |

## Història dels ducs de Tetuán
Leopoldo O'Donnell y Jorís (1809-1867), I duc de Tetuán, I comte de Lucena, I vescomte d'Aliaga (s'autotitulà vescomte d'Aliaga, encara que aquest era un vescomtat previ).
1. Va casar amb Manuela María Bargés y Petre. Sense descendents. El va succeir el seu nebot:

Carlos Manuel O'Donnell (1834-1903), II duc de Tetuán, II comte de Lucena, IX marquès d'Altamira. Majordom major del Rei Amadeu I.
1. Va casar amb María Josefa de Vargas y Díez de Bulnes, Dama de companyia de la Reina Maria Victòria.[2] El va succeir el seu fill:

Juan O'Donnell y Vargas (1864-1928), III duc de Tetuán, III comte de Lucena.
1. Va casar amb María Francisca Díaz de Mendoza y Aguado. El va succeir el seu fill:

Juan O'Donnell y Díaz de Mendoza,IV duc de Tetuán. Sense descendents. El va succeir la seva germana:
Blanca O'Donnell y Díaz de Mendoza, V duquessa de Tetuán, IV comtessa de Lucena. La va succeir el seu cosí germà (fill de Leopoldo O'Donnell y Vargas, germà del III duc, i de la seva esposa Mariana de Lara y de las Casas):
Leopoldo O'Donnell i Lara (1915-2004), VI duc de Tetuán, V comte de Lucena, VII marquès de Las Salinas.
1. Va casar amb Consuelo Duque de Estrada y Moreno. El va succeir el seu fill:

Hugo O'Donnell y Duque de Estrada (n. en 1948), VII duc de Tetuán, VI comte de Lucena.
1. Va casar amb María Asunción Armada y Díez de Rivera.